# Композитори України та української діаспори
Композитори України та української діаспори — довідник видавництва «Музична Україна», ISBN 966-8259-08-4.
Містить понад 1000 статей, в яких подано стислі відомості про життя та творчий доробок українських композиторів від найдавніших часів до наших днів, включаючи тих митців, які працювали і працюють поза межами України. До більшості статей додана бібліографія.
Укладач — Антон Муха.